# جو الیوت (بازیکن فوتبال)
جو الیوت (انگلیسی: Joe Elliott؛ زادهٔ) بازیکن فوتبال است.
از باشگاه‌هایی که در آن بازی کرده‌است می‌توان به باشگاه فوتبال گیلینگام و باشگاه فوتبال پرستون نورث اند اشاره کرد.